# Hinzuanius tenebrosus
Hinzuanius tenebrosus is een hooiwagen uit de familie Biantidae.